# Air Kasaï
Air Kasaï est une compagnie aérienne du Congo démocratique (ex-Zaïre). Connue précédemment sous les noms de Transport Aérien Congo et Transport Aérien Zaïrois, elle fut fondée en 1983. La compagnie est détenue par Malamas Basile. En mars 2006, la compagnie est sur la liste des opérateurs aériens bannis de l’Union européenne.
La compagnie a son siège dans l'aéroport de Ndolo, Barumbu, Kinshasa.
La compagnie assure en avril 2014 en total 21 liaisons en charter en République démocratique du Congo :
Kinshasa, Mbandaka, Lisala, Gemena, Bumba, Kisangani, Goma, Bukavu, Kindu, Lodja, Lubumbashi, Mbuji Mayi, Kananga, Tshikapa, Kamako, Kabungo, NT. Kabongo, Mutshima, Diboko, Kamonia, Lunyeka.

## Flotte

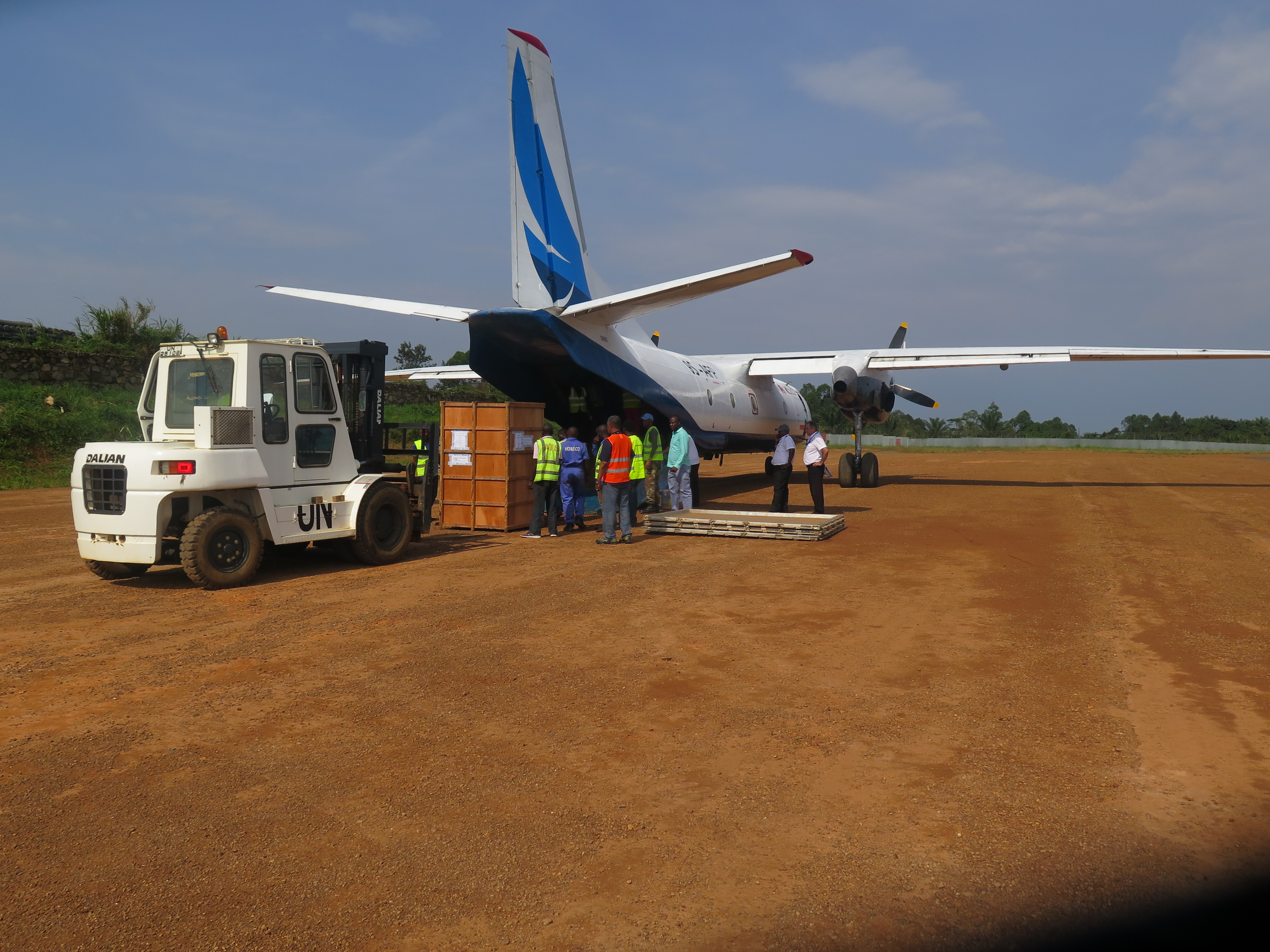
L'Antonov An-26 d'Air Kasaï sur l'aéroport de Beni-Mavivi, en 2018.

La flotte aérienne d’Air Kasaï est composé de (en avril 2014),, :
- 1 ATR 72
- 1 Boeing 737-230
- 1 Let L-410 Turbolet
- 1 Antonov An-2
- 1 Antonov An-26

## Accidents
Le 9 septembre 2005, un Antonov An-26B de la compagnie s’écrase près de Brazzaville[réf. souhaitée].